# Walter Późny
Walter Późny (ur. 22 lutego 1910 w Dębowcu, zm. 20 września 2012 w Olsztynie) – polski działacz narodowy na Mazurach, dziennikarz i polityk, poseł na Sejm PRL II i III kadencji (1957–1965).

## Życiorys
Ukończył Państwowe Seminarium Nauczycielskie w Działdowie, po czym studiował jako stypendysta Światowego Związku Polaków z Zagranicy w Wyższej Szkole Dziennikarskiej w Warszawie. Był aktywistą okręgu mazurskiego Związku Polaków w Niemczech, a także wydawcą „Mazura”. Działał również w Towarzystwie Młodzieży Polskiej. W 1939 wziął udział w wojnie obronnej, za co został w 1940 osadzony na Pawiaku (do grudnia 1940). Odbity z więzienia przez bojowników polskiego podziemia ukrywał się pod przybranym nazwiskiem Władysław Woźniak. Brał udział w ruchu oporu na Mazowszu i Lubelszczyźnie. W 1943 wraz z m.in. Bohdanem Wilamowskim organizował Związek Polaków z Warmii i Mazur (tzw. Związek Mazurów).
Po 1945 pełnił obowiązki pierwszego polskiego starosty powiatowego w Szczytnie. W 1949 odsunięty od funkcji w administracji publicznej stanął na czele lokalnego muzeum, został również nauczycielem w Zespole Szkół Zawodowych w Szczytnie. Przez kilka miesięcy więziony w Olsztynie za tzw. odchylenie prawicowo-nacjonalistyczne. Działał w Stronnictwie Ludowym, a następnie w Zjednoczonym Stronnictwie Ludowym. W 1951 mianowano go dyrektorem zespołu szkół zawodowych nr 1 na terenie powiatu szczycieńskiego. Po odwilży październikowej w 1957 został posłem na Sejm PRL z okręgu Mrągowo. Zasiadał w Komisji Nadzwyczajnej Ziem Zachodnich. W 1961 ponownie uzyskał mandat parlamentarzysty (w okręgu Olsztyn).
Przez krótki okres był redaktorem naczelnym pisma „Warmia i Mazury” (1957–1958). Po odejściu z Sejmu objął mandat radnego Wojewódzkiej Rady Narodowej w Olsztynie (do 1972 był wiceprzewodniczącym jej prezydium). Działał w Towarzystwie Rozwoju Ziem Zachodnich, pełnił funkcję prezesa Zarządu Wojewódzkiego i wiceprezesa Rady Naczelnej. Współzakładał również Stowarzyszenie „Pojezierze”, którego był wiceprezesem. W latach 1986–1989 był członkiem Ogólnopolskiego Komitetu Grunwaldzkiego.
Na emeryturze pracował m.in. jako olsztyński przewodnik Polskiego Towarzystwa Turystyczno-Krajoznawczego. 
Został pochowany na cmentarzu komunalnym w Olsztynie (kwatera 26-R1-12).

## Życie prywatne
Był synem działacza narodowego Bogumiła Późnego (1874–1945) oraz wujem Janusza Kijowskiego. Miał brata Fryderyka (1912–1981), również zaangażowanego w walkę o polskość Mazur.

## Ordery i odznaczenia
- Krzyż Komandorski z Gwiazdą Orderu Odrodzenia Polski (1985)
- Krzyż Kawalerski Orderu Odrodzenia Polski (1 czerwca 1945)[6]
- Krzyż Srebrny Orderu Virtuti Militari
- Złoty Krzyż Zasługi (19 sierpnia 1955)[7]
- Medal 10-lecia Polski Ludowej (22 lipca 1955)[8]
- Odznaka Honorowa za Zasługi dla Województwa Warmińsko-Mazurskiego nr 5 (2006)[9]